# Comuna de Barwice
Barwice (polaco: Gmina Barwice) é uma gminy (comuna) na Polónia, na voivodia de Pomerânia Ocidental e no condado de Szczecinecki.
De acordo com os censos de 2005, a comuna tem 8.947 habitantes, com uma densidade 34,6 hab/km².

## Área
Estende-se por uma área de 258,89 km².